# Fremontodendron californicum
Fremontodendron californicum là một loài thực vật có hoa trong họ Cẩm quỳ. Loài này được (Torr.) Coult. mô tả khoa học đầu tiên năm 1893.